# Športni park Ilirija
Športni park Ilirija – stadion piłkarsko-żużlowy w Lublanie, stolicy Słowenii. Został otwarty w 1963 roku. Może pomieścić 4000 widzów. Użytkowany jest przez piłkarzy zespołu ND Ilirija 1911 (najstarszy słoweński klub piłkarski) oraz żużlowców klubu AMTK Lublana. Długość toru żużlowego na stadionie wynosi 398 m.
Poprzednim obiektem, którego gospodarzem był klub Ilirija było boisko ob Celovški cesti.